# Villabona (La Rioja)

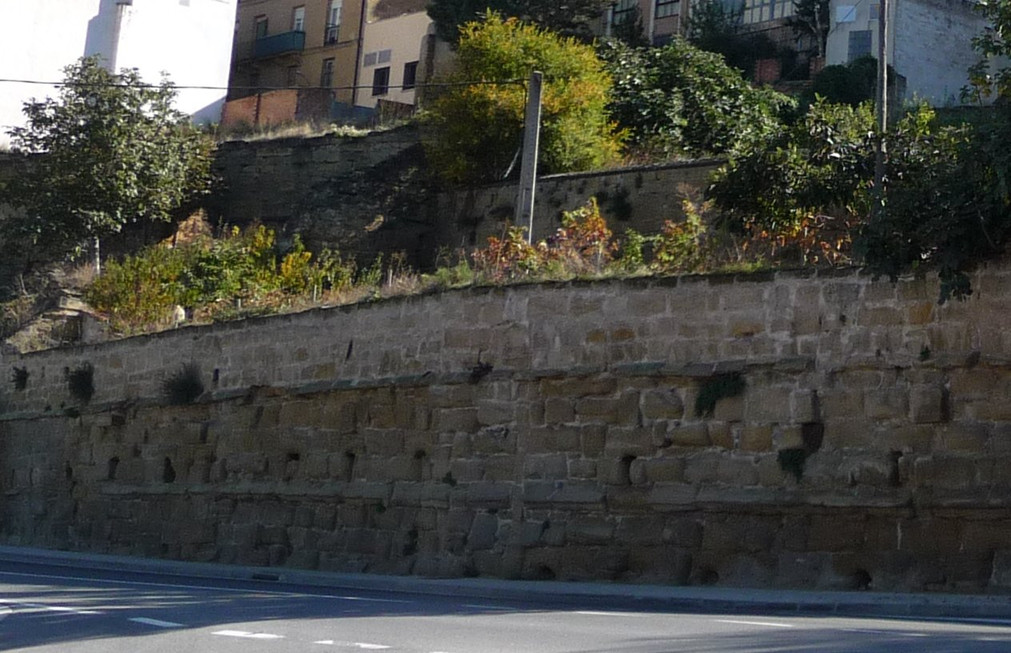
Zona llamada El Palomar, donde se habrían celebrado las Cortes de Villabona.

Villabona o Villabuena es el nombre que recibió la localidad de Haro en La Rioja (España) tras el asalto del rey de Castilla Sancho IV "el Bravo" a la población en 1288. Según Domingo Hergueta este rey quiso devaluar el nombre de Haro que portaba el importante linaje de los Haro, señores de Vizcaya, como contrapartida a las desavenencias que esta familia le había causado. Este nombre sería usado en la documentación de la época hasta 1307, cuando la localidad empieza a nombrarse de nuevo como Haro, parece que por la mejora en las relaciones de los Haro con el rey Fernando IV.
Previo al cambio de nombre de Haro existía un pequeño poblado junto a él llamado Villabona, en la zona actualmente conocida como El Palomar.
El término Villabuena no debe ser confundido con la cercana localidad de Villabuena, antigua aldea de Laguardia.
Haro cuenta actualmente con una calle llamada Villabona en el casco histórico.

## Antiguo poblado de Villabona
Según Hergueta habría sido conocida por Villabona la población junto a Haro de la actual zona de El Palomar, haciéndola corresponder con la mención realizada por Alfonso "el Batallador" en agosto de 1116 "in ipso Castello novo ante Farum". Este habría sido restaurado a principios del siglo XII por Diego López de Haro teniendo en él su palacio y recinto fortificado, aunque los restos que quedan en la zona pertenecerían a un palacio posterior.

### Controversia sobre su localización
El Padre Anguiano citando a Garibay en su libro del año 1701 titulado Compendio historial de la provincia de La Rioja dice que Sancho García "el de Peñalén" donó a Nuño, Obispo de Álava el 1 de julio de 1063, la iglesia de Santa María de la Vega. Indica también que allí había un pequeño pueblo llamado Villabona, del que era parroquia la Vega con pila bautismal y que en él tuvieron la casa solar "los Haros", viéndose todavía las ruinas del pueblo y el palacio, además de sepulcros. Pascual Madoz en su Diccionario geográfico-estadístico-histórico de España al hablar de Haro da como probable la existencia de Villabona junto al santuario de la Vega, porque en la arboleda inmediata a este existen sepulturas, osamentas, monedas y otros efectos que denotan haber existido una población antigua. Como indica Hergueta ambos no tienen en cuenta la conocida existencia del poblado de Abeka en el lugar que indican y sobre las ruinas que atribuye Anguiano a la casa solar de los Haro (que habrían estado junto a la pared del Calvario) dice su contemporáneo, el señor Salas que no tenían tanta antigüedad, por lo que esa no sería su localización.
La Academia de Historia, en una nota del libro Cortes de los antiguos Reinos de Castilla y León, indica que Villabona fue una población inmediata a Haro si bien no estaba entonces dentro de su jurisdicción puesto que era villa por si y tenía como tal sello propio según consta por algunos documentos de la época, como puede ser la escritura de transacción que Villabona hizo el 2 de septiembre de 1290 sobre términos y montes con el monasterio de Herrera, donde se indicaba 

Sepan quantos esta carta vieren como ante mi P.º Johan escrivano público de Villabona á qui solien decir Haro

Aunque parece que el poblado adyacente donde se celebraron cortes se llamaba Villabona, en la fecha indicada Haro ya sería llamado con ese mismo nombre, por lo que a él haría referencia dicha escritura y no al poblado.
Según dice Hergueta, en Haro se creyó y hasta se predicó en el siglo XVIII una información para acreditar que Villabona estuvo situado en la granja de Páceta, donde se habría encontrado previamente Bilibio, resultando erróneo según otras documentaciones.

## Cambio de nombre de la población de Haro
Al fallecer Alfonso X el Sabio dejó dicho en su testamento que el reino debía pasar a su nieto primogénito, el infante Alfonso de la Cerda, desheredando a su hijo Sancho, pero este apoyado por Lope Díaz III de Haro logró hacerse con el trono. Sancho entonces colmó de honores a Lope Díaz III de Haro, nombrándole su mayordomo, canciller, alférez mayor y le concedió el gobierno del territorio desde Burgos hasta el mar y toda Guipúzcoa. Lope casó a su hija María con Juan, hermano de Sancho. Tanto poder hizo a Lope soberbio, creyéndose capaz de conseguir cualquier cosa. Así pretendió que Sancho se divorciara de su esposa María de Molina bajo el pretexto de parentesco, para que contrajera matrimonio con su prima Guillena de Beame, ganándose el rechazo de mucha gente. La desmedida ambición de Lope conllevo protestas de otros nobles y provocó muchos problemas al rey Sancho, quien aprovechando la solicitud de alianzas por parte de Francia y Aragón, citó a Lope, partidario del aragonés, en Alfaro el 8 de junio de 1288, para tratar el tema. En esta discusión Lope acabó muerto por unas disputas. En los días siguientes Sancho apresó en Logroño al infante Juan por los sucesos de Alfaro y se enteró de que los suyos habían tomado a los partidarios del fallecido Lope el castillo de Treviño, decidiéndose a partir hacia Haro para apoderarse de la villa, que aun siendo de la corona estaba al cuidado de los Haro. Cerco la villa, que contaba con buenas defensas y tomó el arrabal (zona que se encontraba en la actual calle del mismo nombre) y el poblado de Villabona (las casas situadas junto al río Tirón en la zona conocida actualmente como El Palomar), desde donde dirigió el sitio de Haro, asentó sus reales en el solar de los Haro y convocó Cortes.
Con la toma de Haro esta pasó a ser nombrada como Villabona. Escrituras anteriores al 5 de julio sitúan al rey en el real de Villasbonas (sería en plural al haber dos poblaciones con el mismo nombre). Se desconoce si Sancho cambió el nombre de esta por el odio que había forjado hacia Lope Díaz de Haro o debido al disgusto por la prolongada defensa que hizo la villa ante su ataque. A partir de entonces y hasta 1307 la villa de Haro aparece nombrada en todos los documentos públicos y privados como Villabona, aunque era común que apareciese junto a esta denominación la frase "a quien solían decir Haro". Así Sancho llamó Haro a la villa en 1282 otorgando un privilegio a sus clérigos, confirmándose este en 1291 pero para Villabona, al igual que lo haría Fernando IV en 1301. Aunque el mismo Fernando nombraría a la villa de nuevo como Haro tras hacer amistad con la familia de los Haro todavía aparecería este nombre en 1332 al confirmar Alfonso XI el mismo privilegio escribiendo "E agora los clérigos de Villabona que dicen Haro ..."

## Cortes de Villabona
Durante el asedio el rey Sancho convocó Cortes en la villa. 